# Списак река у Србији
Ово је листа река Србије, а такође и река које протичу кроз Србију и друге државе, или су граничне реке.

## Дужине
Дужина реке је укупна дужина, не само дужина тока у Србији. Реке које имају дужину већу од 50 km су у табели 1. Неке реке, због историјских, традиционалних и топографских разлога су издвојене и опстају као самосталне реке и налазе се у другој табели. Листа река краћих од 50 km се налази испод ове две табеле.

## Сливови
Све реке Србије припадају сливовима трију мора: Јадранског мора, Егејског мора и Црног мора.

### Црноморски слив
Површина Црноморског слива у Србији је највећа, покрива површину од 81,261 km² или 92% водене територије Србије. Све веће реке Србије припадају овом басену Тиса, Сава, Велика Морава, Тамиш, Бегеј, Дрина и све се оне преко Дунава уливају у Црно море.

### Јадрански слив
Јадрански слив у Србији захвата површину од 4,500 km² или 5% од водене површине Србије. Овај басен обухвата западни део Косова и Метохије, са реком Бели Дрим, која се у Албанији спаја са реком Црним Дримом и онда се стварајући реку Дрим уливају у Јадранско море. Мањи део слива обухваћен је реком Црни Камен−Радика у јужном делу Горе.

### Егејски слив
Најмањи од три слива је Егејски слив са површином од 2,650 km² што је 3% од водене територије Србије. Егејски слив покрива јужни део Србије до границе са Северном Македонијом и Бугарском. Овај слив обухвата сливове трију река Лепенац, Пчиња и Драговиштица. Лепенац и Пчиња се уливају у реку Вардар у Македонији, а Драговиштица се улива у реку Струма у Бугарској, и наравно, све три преко утока у Егејско море.

### Занимљивост
Сва три слива се граниче на дрманској глави, врху Црнољева на Космету. Ово је хидрографски чвор Србије и један од важнијих на Балкану, зато што дели три од укупно четири слива. Четврти је Јонски слив, припада Jонском мору.

## Табела 1
|     | Река                              | Дужина (km) | Површина слива (km²) | Припадност морском сливу | Дужина мерена са:                              | Главне притоке (унутар Србије)   | Покрајине унутар Србије     | Државе кроз које протиче                                                                 |
| --- | --------------------------------- | ----------- | -------------------- | ------------------------ | ---------------------------------------------- | -------------------------------- | --------------------------- | ---------------------------------------------------------------------------------------- |
| 1.  | Дунав                             | 2.888       | 817.000              | Црно море                | Брег-Дунав                                     | Сава, Тиса, Велика Морава, Млава | Војводина, Централна Србија | Немачка, Аустрија, Словачка, Мађарска, Хрватска, Румунија, Бугарска, Украјина, Молдавија |
| 2.  | Тиса                              | 1.026       | 157.020              | Црно море                | Црна Тиса-Тиса                                 | Бегеј                            | Војводина                   | Украјина, Румунија, Мађарска                                                             |
| 3.  | Сава                              | 990         | 95.719               | Црно море                | Сава Долинка-Сава                              | Дрина                            | Војводина, Централна Србија | Словенија, Хрватска, Босна и Херцеговина                                                 |
| 4.  | Велика Морава                     | 493         | 35.419               | Црно море                | Голијска Моравица-Западна Морава-Велика Морава | Јужна Морава, Западна Морава     | Централна Србија            | нема                                                                                     |
| 5.  | Дрина                             | 487         | 19.570               | Црно море                | Тара-Дрина                                     | Лим                              | Централна Србија            | Црна Гора, Босна и Херцеговина                                                           |
| 6.  | Тамиш                             | 359         | 13.085               | Црно море                | регуларно                                      | Брзава                           | Војводина                   | Румунија                                                                                 |
| 7.  | Дрим                              | 335         | 11.756               | Јадранско море           | Бели Дрим-Дрим                                 | Клина                            | Космет                      | Албанија                                                                                 |
| 8.  | Јужна Морава                      | 295         | 15.469               | Црно море                | Голема-Биначка Морава-Јужна Морава             | Нишава                           | Космет, Централна Србија    | Северна Македонија                                                                       |
| 9.  | Ибар                              | 276         | 8.059                | Црно море                | регуларно                                      | Ситница                          | Централна Србија, Космет    | Црна Гора                                                                                |
| 10. | Млава                             | 263         | 17.632               | Црно море                | регуларно                                      | Пек                              | Централна Србија            | Браничевски округ                                                                        |
| 11. | Лим                               | 220         | 5.963                | Црно море                | Врмоша-луча-Плавско језеро-Лим                 | Увац                             | Централна Србија            | Црна Гора, Албанија, Босна и Херцеговина                                                 |
| 12. | Нишава                            | 218         | 3.950                | Црно море                | регуларно                                      | Темштица                         | Централна Србија            | Бугарска                                                                                 |
| 13. | Тимок                             | 203         | 4.630                | Црно море                | Сврљишки Тимок-Бели Тимок-Тимок                | Црни Тимок                       | Централна Србија            | Бугарска                                                                                 |
| 14. | Босут                             | 186         | 3.097                | Црно море                | Биђ-Босут                                      | Студва                           | Војводина                   | Хрватска                                                                                 |
| 15. | Брзава                            | 166         | 1.190                | Црно море                | регуларно                                      | мање притоке                     | Војводина                   | Румунија                                                                                 |
| 16. | Бегеј                             | 158         | 1.530                | Црно море                | Бегеј                                          | Стари Бегеј                      | Војводина                   | Румунија                                                                                 |
| 17. | Топлица                           | 136         | 10.280               | Црно море                | Дубока-Топлица                                 | Косаница                         | Централна Србија            | нема                                                                                     |
| 18. | Пек                               | 129         | 1.236                | Црно море                | Липа-Пек                                       | Јагњило                          | Централна Србија            | нема                                                                                     |
| 19. | Плазовић                          | 129         | непознато            | Црно море                | регуларно                                      | мање притоке                     | Војводина                   | Мађарска                                                                                 |
| 20. | Пчиња                             | 128         | 3.140                | Егејско море             | регуларно                                      | мање притоке                     | Централна Србија            | Северна Македонија                                                                       |
| 21. | Нера                              | 124         | 1.420                | Црно море                | регуларно                                      | мање притоке                     | Војводина                   | Румунија                                                                                 |
| 22. | Колубара                          | 123         | 3.639                | Црно море                | Обница-Колубара                                | Тамнава                          | Централна Србија            | нема                                                                                     |
| 23. | Увац                              | 119         | 1.310                | Црно море                | Расанска река-Вапа-Увац                        | Тисница                          | Централна Србија            | Босна и Херцеговина                                                                      |
| 24. | Златица (Аранка)                  | 117         | 1.470                | Црно море                | регуларно                                      | мање притоке                     | Војводина                   | Румунија                                                                                 |
| 25. | Караш                             | 110         | 1.400                | Црно море                | регуларно                                      | Илидија                          | Војводина                   | Румунија                                                                                 |
| 26. | Криваја (Бачка)                   | 109         | 956                  | Црно море                | регуларно                                      | мање притоке                     | Војводина                   | нема                                                                                     |
| 27. | Чик (Чикер)                       | 95          | непознато            | Црно море                | регуларно                                      | нема                             | Војводина                   | нема                                                                                     |
| 28. | Расина                            | 92          | 994                  | Црно море                | регуларно                                      | мање притоке                     | Централна Србија            | нема                                                                                     |
| 29. | Ситница                           | 90          | 3.129                | Црно море                | регуларно                                      | Лаб                              | Космет                      | нема                                                                                     |
| 30. | Тамнава                           | 90          | 930                  | Црно море                | регуларно                                      | Уб                               | Централна Србија            | нема                                                                                     |
| 31. | Темштица                          | 86          | 820                  | Црно море                | Височица-Темштица                              | Дојкиначка река                  | Централна Србија            | Бугарска                                                                                 |
| 32. | Јабланица                         | 85          | 896                  | Црно море                | регуларно                                      | Шуманка                          | Централна Србија            | нема                                                                                     |
| 33. | Црни Тимок                        | 84          | непознато            | Црно море                | регуларно                                      | Злотска река                     | Централна Србија            | нема                                                                                     |
| 34. | Надела                            | 81          | непознато            | Црно море                | регуларно                                      | мање притоке                     | Војводина                   | нема                                                                                     |
| 35. | Јасеница                          | 79          | 1.343                | Црно море                | регуларно                                      | Кубршница                        | Централна Србија            | нема                                                                                     |
| 36. | Јадар                             | 79          | 894                  | Црно море                | регуларно                                      | Раковица                         | Централна Србија            | нема                                                                                     |
| 37. | Гружа                             | 77          | 622                  | Црно море                | регуларно                                      | Котлењача                        | Централна Србија            | нема                                                                                     |
| 38. | Лепенац                           | 75          | 770                  | Егејско море             | регуларно                                      | Неродимка                        | Космет                      | Северна Македонија                                                                       |
| 39. | Ђетиња                            | 75          | 1.486                | Црно море                | регуларно                                      | Скрапеж                          | Централна Србија            | нема                                                                                     |
| 40. | Ветерница                         | 75          | 515                  | Црно море                | регуларно                                      | Вучјанка, Сушица                 | Централна Србија            | нема                                                                                     |
| 41. | Јерма                             | 74          | непознато            | Црно море                | регуларно                                      | Звоначка река                    | Централна Србија            | Бугарска                                                                                 |
| 42. | Лаб                               | 72          | 950                  | Црно море                | регуларно                                      | Качандолска река                 | Космет                      | нема                                                                                     |
| 43. | Рзав (Златибор)                   | 72          | 605                  | Црно море                | Црни Рзав-Рзав                                 | Бели Рзав                        | Централна Србија            | Босна и Херцеговина                                                                      |
| 44. | Пуста река (притока Јужне Мораве) | 71          | 569                  | Црно море                | Голема-Пуста река (притока Јужне Мораве)       | мање притоке                     | Централна Србија            | нема                                                                                     |
| 45. | Мостонга                          | 70          | непознато            | Црно море                | регуларно                                      | нема                             | Војводина                   | нема                                                                                     |
| 46. | Кереш                             | 70          | непознато            | Црно море                | регуларно                                      | нема                             | Централна Србија            | Мађарска                                                                                 |
| 47. | Радика                            | 70          | 665                  | Јадранско море           | Црни Камен-Ћафа Кадис-Радика                   | мање притоке                     | Централна Србија            | Северна Македонија                                                                       |
| 48. | Власина                           | 68          | 1.050                | Црно море                | регуларно                                      | Лужница                          | Централна Србија            | нема                                                                                     |
| 49. | Ресава                            | 65          | 685                  | Црно море                | регуларно                                      | нема                             | Централна Србија            | нема                                                                                     |
| 50. | Јегричка                          | 65          | непознато            | Црно море                | регуларно                                      | нема                             | Војводина                   | нема                                                                                     |
| 51. | Драговиштица                      | 63          | непознато            | Егејско море             | Мутница-Божичка река-Драговиштица              | Љубатска река                    | Централна Србија            | Бугарска                                                                                 |
| 52. | Пећка Бистрица                    | 62          | 505                  | Јадранско море           | регуларно                                      | мање притоке                     | Космет                      | нема                                                                                     |
| 53. | Клина                             | 62          | непознато            | Јадранско море           | регулар                                        | Мове                             | Космет                      | нема                                                                                     |
| 54. | Рзав                              | 61          | непознато            | Црно море                | Велики Рзав-Рзав                               | Мали Рзав                        | Централна Србија            | нема                                                                                     |
| 55. | Студеница                         | 60          | 582                  | Црно море                | Црна река-Студеница                            | Брусничка река                   | Централна Србија            | нема                                                                                     |
| 56. | Рашка                             | 60          | 1.193                | Црно море                | регуларно                                      | Дежевска река                    | Централна Србија            | нема                                                                                     |
| 57. | Сокобањска Моравица               | 58          | 606                  | Црно море                | регуларно                                      | мање притоке                     | Централна Србија            | нема                                                                                     |
| 58. | Уб                                | 57          | непознато            | Црно море                | регуларно                                      | мање притоке                     | Централна Србија            | нема                                                                                     |
| 59. | Лугомир                           | 57          | 447                  | Црно море                | Дуленска река-Лугомир                          | Жупњевачка река                  | Централна Србија            | нема                                                                                     |
| 60. | Јерез                             | 56          | 503                  | Црно море                | регуларно                                      | мање притоке                     | Централна Србија            | нема                                                                                     |
| 61. | Јасеничка река                    | 55          | непознато            | Црно море                | Врелска река-Јасеничка река                    | мање притоке                     | Централна Србија            | нема                                                                                     |
| 62. | Дечанска Бистрица                 | 53          | непознато            | Јадранско море           | Кожњарска Бистрица-Дечанска Бистрица           | Кожњарска Бистрица               | Космет                      | нема                                                                                     |
| 63. | Јарчина                           | 53          | непознато            | Црно море                | Међеш-Прогарска Јарчина                        | мање притоке                     | Војводина, Централна Србија | нема                                                                                     |
| 64. | Будовар (Аб)                      | 52          | непознато            | Црно море                | Патка-Будовар                                  | мање притоке                     | Војводина                   | нема                                                                                     |
| 65. | Дреница                           | 51          | 447                  | Црно море                | регуларно                                      | Врбовачка река                   | Космет                      | нема                                                                                     |
| 66. | Раља                              | 51          | 310                  | Црно море                | регуларно                                      | мање притоке                     | Централна Србија            | нема                                                                                     |
| 67. | Ереник                            | 51          | 516                  | Јадранско море           | регуларно                                      | Лоћанска Бистрица                | Космет                      | нема                                                                                     |
| 68. | Ресавица                          | 51          | непознато            | Црно море                | регуларно                                      | мање притоке                     | Централна Србија            | нема                                                                                     |
| 69. | Поречка река                      | 50          | 538                  | Црно море                | Шашка-Поречка река                             | Црнајка                          | Централна Србија            | нема                                                                                     |
| 70. | Трговишки Тимок                   | 50          | 520                  | Црно море                | Стрма река-Трговишки Тимок                     | Жуковска река                    | Централна Србија            | нема                                                                                     |

## Табела 2
|    | Река              | Дужина (km) | Површина слива (km²) | припадност морском сливу | Дужина мерена са:                | Главне притоке  | Покрајине унутар Србије | Улива се у:             |
| -- | ----------------- | ----------- | -------------------- | ------------------------ | -------------------------------- | --------------- | ----------------------- | ----------------------- |
| 1. | Западна Морава    | 308         | 15.849               | Црно море                | Голијска Моравица-Западна Морава | Ибар            | Централна Србија        | Велика Морава           |
| 2. | Бели Дрим         | 175         | 4.300                | Јадранско море           | регуларно                        | Клина           | Космет                  | Дрим                    |
| 3. | Бели Тимок        | 115         | 2.167                | Црно море                | Сврљишки Тимок-Бели Тимок        | Трговишки Тимок | Централна Србија        | Тимок                   |
| 4. | Голијска Моравица | 98          | 1.486                | Црно море                | регуларно                        | Ђетоња          | Централна Србија        | Западна и Велика Морава |
| 5. | Височица          | 71          | непознато            | Црно море                | регуларно                        | Дојкиначка река | Централна Србија        | Темштица                |
| 6. | Сврљишки Тимок    | 64          | 720                  | Црно море                | регуларно                        | мање притоке    | Централна Србија        | Бели Тимок и Тимок      |

## Реке дужине мање од 50 km
| - Лепеница, 48 - Скрапеж, 48 - Језава, 47 - Галовица, 47 - Каленићка река, 45 - Рача, 44 - Топоничка река, 43 - Кубршница, 42 - Неродимка, 41 - Чемерница (Граб), 41 - Кутинска река , 40 - Белица, 40 - Лужница, 39 - Косаница (река), 38 - Студва, 37 - Дичина, 35 - Барбатовачка река, 34 - Љубивиђа, 34 - Засавица, 34 - Кудош (Дубочаш), 34 - Качер (Босута), 32 - Злотска река, 32 | - Битва, 31 km - Добрава, 31 km - Љиг, 31 km - Визељ, 31 km - Петровачка река, 31 km - Топчидерска река, 31 km - Црница, 30 - Мируша, 30 km - Градац, 30 km - Гузајна, 29 km - Думача, 28 km - Велики Бегеј, 27 km - Ресавица, 27 km - Рибница,26 km - Сибница (Бутуш), 26 km - Шеловрнац, 25 km - Чикас, 24 km - Проломска река 23 km - Брестовачка река, 24 km - Радованска река, 24 km - Шуманка, 24 km - Бањска река, 22 km - Рибарска река, 22 km - Кршевичкса река, 22 km |  | - Боровштица, 20 km - Пуста река (притока Власине), 20 km - Крњешевци (река) 20 km - Арнаута, 19 km - Шарбановачка река, 18 km - Кевериш, 17,0 km - Мурговица, 16 km - Криваја (Срем), 16 km - Јовановачка река, 15 km прва десна притока Велике Мораве - Штира, 15,00 km - Барајевска река, 12,7 km - Болечица (Завојничка река), 12 km - Оснићка река, 12 km - Рџавица, 11 km - Јабланица (притока Лужнице) , 10 km - Габровачка река, 9 km - Прешевска Моравица, 9 km - Ракитска река (Звонце) 6,9 km - Линовштица, 6 km - Врело, 0,365 km |  |

## Остале реке
- Рупска река (Бајинска река, Козарачка река)
- Бања
- Барајевска река
- Бељаница (Сува река)
- Бељанска бара
- Биначка Морава
- Бјелица
- Блато (Ракицка река)
- Борачка река
- Борковац
- Брадуљичка река
- Брвеница (Крушевичка река)
- Бревина
- Брезанска река (Гвоздачка река)
- Бресница
- Брњичка река
- Брусничка река
- Букуља
- Велика Букуља
- Велики Луг
- Врањица
- Врла
- Гарваница
- Гокчаница
- Голема река (Мутница, Џепска река)
- Голијска река
- Градачка река (Јаблановичка река)
- Граићка река
- Губеревачка река (Прутен)
- Дајићка река
- Дежевска река
- Деспотовица
- Драгачица
- Драгобиљ (Крива река)
- Драгобиљица
- Дубочица
- Ешиковачки поток
- Ждраљица
- Живица
- Житничка река (Камешничка река)
- Јастребовац
- Јегричка бара
- Јежевичка река (Бањички поток)
- Јеленце
- Јошаница
- Каменица
- Каменичка река
- Кацапа
- Кладница
- Клатичевска река
- Козељица
- Комаревац
- Лађевачка река
- Лопатница (Толишница)
- Лучка река
- Људска река
- Љуково (Ђевус)
- М. Бегеј
- Мала бара
- Мали Луг
- Марица
- Међеш (Лука)
- Милатовица
- Мисача
- Млака
- Мокри Себеш
- Моравица
- Мрсаћка река (Самаилска река)
- Мусина река (Врдилска река)
- Надела
- Новоселски поток
- Ношница
- Озремица
- Оњег
- Островка
- Очаг (Пештан)
- Пештан
- Плана
- Поњавица
- Радошићка река
- Рибница
- Раслова река
- Река
- Ровача (Велики поток)
- Рчанска река (Вучковица)
- Сакинац
- Стари Бегеј (Берегсау)
- Тијањска река
- Трнавска река
- Турија
- Угљешница
- Чемерчица
- Шароњска река (Драмићки поток)
- Шеловренац

## Рукавци
Већи речни рукавци:
- Дунавац 45° 11′ 0.6″ N 20° 7′ 22.8″ E / 45.183500° С; 20.123000° И
- Каловита 44° 51′ 0.72″ N 20° 29′ 26.88″ E / 44.8502000° С; 20.4908000° И
- Ревеница 45° 14′ 53.52″ N 20° 24′ 1.8″ E / 45.2482000° С; 20.400500° И
- Рукавац 45° 10′ 35.76″ N 20° 12′ 27″ E / 45.1766000° С; 20.20750° И
- Тукош 45° 10′ 41.16″ N 20° 29′ 13.56″ E / 45.1781000° С; 20.4871000° И